# Björn von der Esch

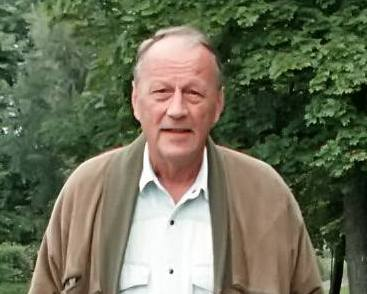
Björn von der Esch

Carl Gösta Björn Joachim von der Esch (* 11. Januar 1930; † 6. März 2010) war ein schwedischer Politiker der Moderata samlingspartiet und der Kristdemokraterna.

## Biografie
Von der Esch war zunächst Seeoffizier sowie Hofmarschall und Laienrichter, ehe er sich als Landwirt in Västerljung niederließ. Später studierte er noch Betriebswirtschaftslehre an der Universität Uppsala und legte dort 1972 seine Disputation vor. Einer breiteren Öffentlichkeit in Schweden wurde er als Vorstandsvorsitzender der freien Radiostation Radio Nova in Vagnhärad bekannt.
Seine politische Laufbahn begann er als Kandidat der Moderata samlingspartiet 1991 mit dem Einzug als Mitglied des Reichstages, in dem er Nachrücker von Per Westerberg wurde, der Wirtschaftsminister geworden war. Dem Reichstag gehörte er bis 1994 an. Bei der Volksabstimmung zur Mitgliedschaft Schwedens in der Europäischen Union gehörte er 1994 zu den Gegnern eines Beitritts, da er für Schweden keine Vorteile bei einer Zugehörigkeit zum Europäischen Wirtschaftsraum sah. Bei der anschließenden Reichstagswahl stand er auf Platz 2 der EU-motståndarna, tvärpolitisk rikslista, erlitt jedoch eine Wahlniederlage, verlor sein Reichstagsmandat und scheiterte 1995 auch mit seiner Kandidatur für das Europäische Parlament. 1995 trat er aus der Moderata samlingspartiet aus.
Zwischen 1998 und 2006 war er erneut Mitglied des Reichstages und vertrat dort die Interessen der Kristdemokraterna. Zugleich war er Ersatzmitglied im Europarat von 1998 bis 2002. Im Jahr 2003 war er Vorstandsmitglied der Bürgerbewegung Medborgare mot EMU, die sich bei der Bürgerbefragung vom 14. September 2003 gegen einen Beitritt Schwedens zur Europäischen Währungsunion aussprach. Bei dem Referendum sprachen sich nur 2.453.899 Stimmberechtigte (42,0 Prozent) für den Beitritt und damit für die Einführung des Euro aus, während 3.265.341 Stimmberechtigte (55,9 Prozent) dagegen stimmten, so dass Schweden als Währung die Schwedische Krone beibehielt.
2008 wurde er Vizevorsitzender der euroskeptischen Partei Junilistan und stand zur Europawahl 2009 auf Platz 2 der Kandidatenliste. Bei der Wahl erreichte die Partei allerdings nur 3,55 Prozent der Wählerstimmen und verlor damit nicht nur 10,92 Prozentpunkte im Vergleich zur Europawahl 2004, sondern auch alle drei Mandate im Europäischen Parlament.

## Auszeichnungen
- 10. Mai 1975: Falkenorden der Republik Island[1]
- 1976: Großes Silbernes Ehrenzeichen am Bande für Verdienste um die Republik Österreich[2]